# Burg Kirspenich
Die Burg Kirspenich steht im Stadtteil Kirspenich der Stadt Bad Münstereifel im Kreis Euskirchen. Entstanden ist die Burg aus einer Rundlingsanlage auf einer heute noch zu erkennenden Insel. Aufgrund der wasserumwehrten Vorburg dieser zweiteiligen Burganlage zählt sie zu den Wasserburgen des Kreises. Sie ist Teil der sog. „Wasserburgen-Route“.

## Geschichte
Im Jahr 1166 wurde erstmals ein Hermann von Kirspenich und damit das Bestehen eines gleichnamigen Adelssitzes urkundlich erwähnt. Gerlach von Dollendorf, der auch die unweit gelegene Burg Arloff erbaute, besaß 1278 Kirspenich. Vermutlich geht der viereckige Wohnturm aus Bruchstein auf diesen Ritter zurück, denn er ist dem der Burg Arloff sehr ähnlich.
Ähnlich wie bei der „Schwesterburg“ Arloff dürfte die Burg Kirspenich bis zur Schlacht von Worringen 1288 zum Machtbereich des Kölner Erzbischofs Siegfried von Westerburg gehört haben. Auch hier an der Grenze des Kurfürstentums Köln und der Grafschaft Jülich übernahmen die Jülicher nach dem Sieg über „Siegfried“ die Lehnsherrschaft.

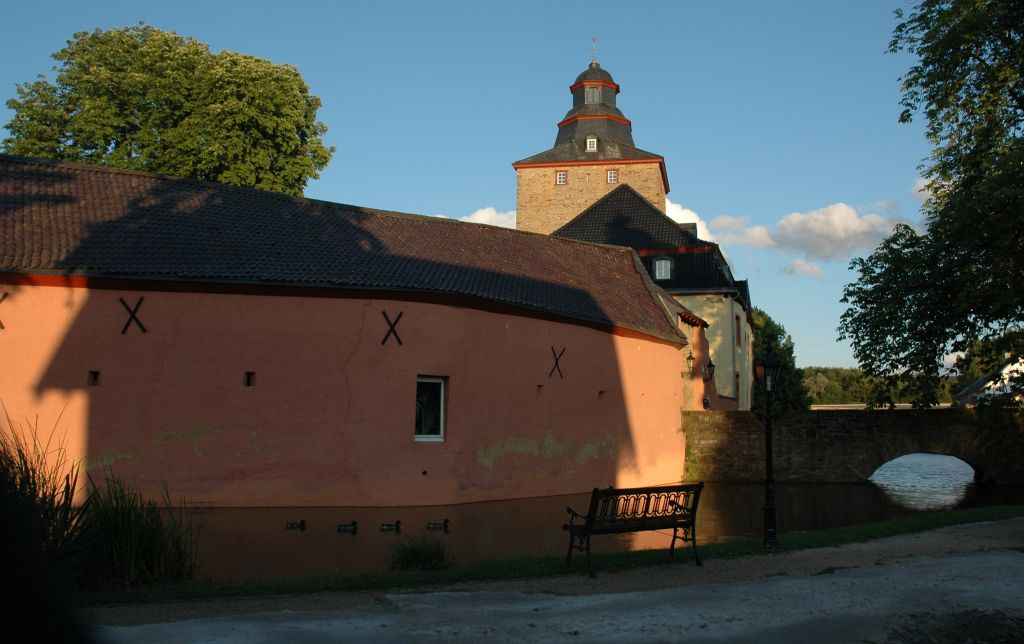
Nebengebäude Burg Kirspenich mit Wassergraben

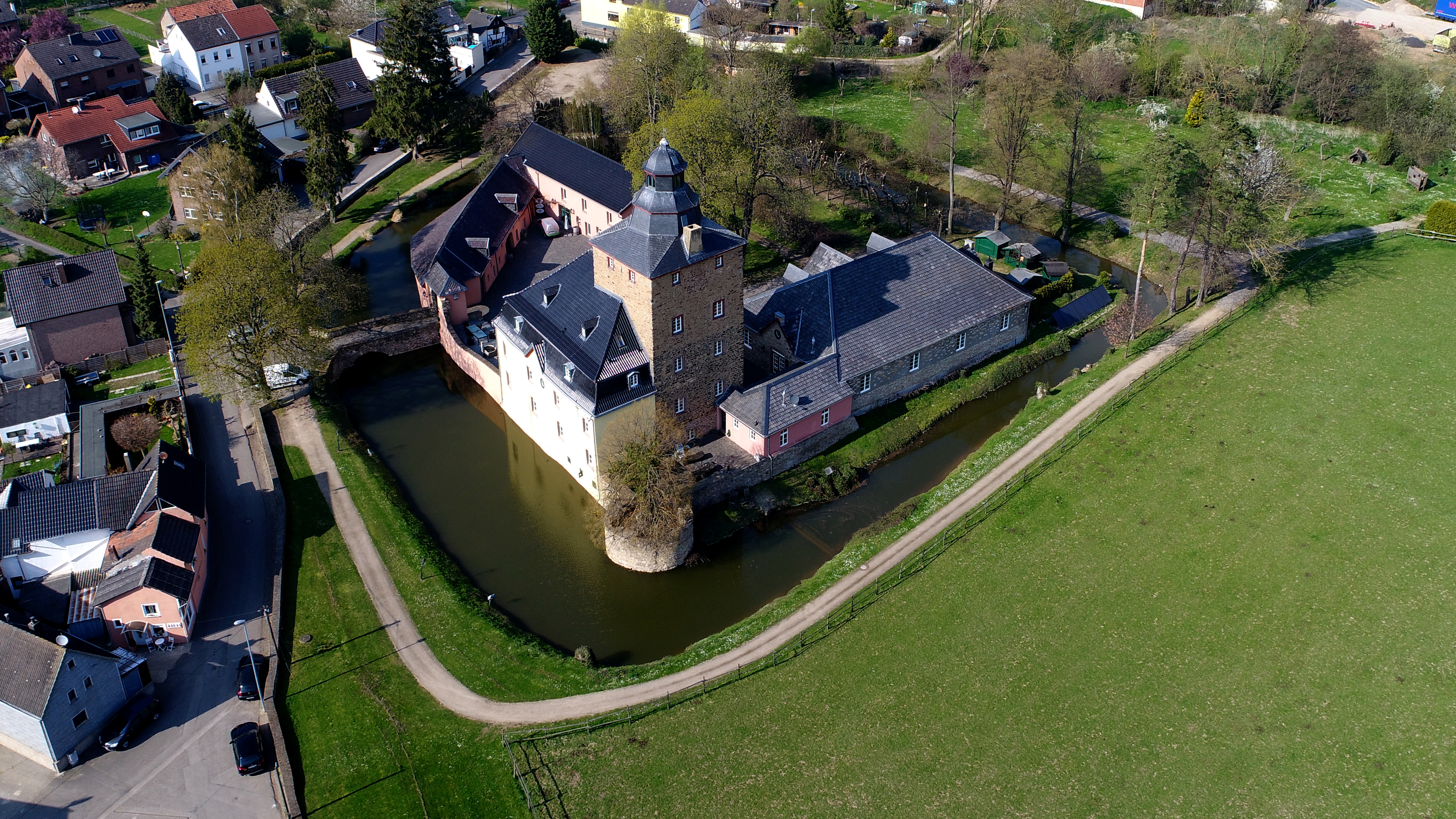
Burg Kirspenich aus der Vogelperspektive

Die im Erftal gelegene Burg zu Kirspenich wird 1301 ausdrücklich als Wasserburg mit separater Vorburg, die der neue Besitzer Gerhard von Alfter dem Grafen Gerhard zu Jülich zu Lehen und als Offenhaus aufträgt und nennt sich in der Folgezeit Gerhard von Kispenich.
Die Burg blieb aber unter der Gerichtsbarkeit von Kurköln, eine der Merkwürdigkeiten der Zeit.
Der ursprünglich alleinstehende 28,5 m hohe massive Turm erhielt im 16./17. Jahrhundert die eigentliche Umwehrung. Erst in der Barockzeit, gegen Ende des 17. Jahrhunderts entsteht das Wohnhaus, das sich an den Turm anlehnt und einen Gebäuderest des 16. Jahrhunderts einschließt. Das Wohnhaus bekam eines der ersten Mansarddächer des Rheinlands. Zu dieser Zeit besitzen die Freiherrn von Friemersdorf gen. Pützfeld die Burg.
Anfang des 20. Jahrhunderts war die Burganlage Gaststätte und wurde um einige Nebengebäude und den großen Tanzsaal erweitert. Nach jahrzehntelangem Verfall ist die Burg in den 1990er Jahren aufwendig restauriert worden. Sie ist heute in Privatbesitz.